# Черных-Якутский, Пётр Никодимович
Пётр Никодимович Черных-Якутский (наст. фамилия Черных; 26 марта 1882 — 22 декабря 1933) — русский поэт и писатель, переводчик поэзии с якутского языка.

## Биография
Родился 26 марта 1882 года в селении на берегу Охотского моря. В 1894 году переехал с матерью в Якутск, где, согласно собственным воспоминаниям, жил в бедности. Учился в Якутской духовной семинарии, но курса не окончил. В 1899 году устроился переписчиком в епархиальную канцелярию. С 1907 года периодически публиковался в местной печати. 
В 1920-е годы стихи Черных были напечатаны в изданных в Якутии сборниках «Огни Севера» (восемь стихотворений), «Таежные искорки» и «Таежные огоньки». 
С 1926 года поэт жил под Москвой в городе Загорске (Сергиевом Посаде). В этот период Черных, совместно с А. Бояровым, перевёл на русский язык поэму основоположника якутской литературы П. А. Ойунского «Красный шаман», а также написал собственную поэму (на русском языке) «Родная Якутия». В 1928 году П. Черных-Якутский и А. Бояров были радушно приняты в Москве Максимом Горьким, который обсудил с ними перспективы зарождавшейся якутской литературы. 
В конце жизни П. Н. Черных-Якутский писал также прозу, но повесть «В тайге» осталась незавершённой. Скончался в 1933 году.
В дальнейшем, творчеству П.Н. Черных-Якутского уделялось большое внимание в работах исследователей и творчестве якутских литераторов. В 1964 в Якутске была издана книга Г. С. Тарского «П. Черных-Якутский»; ранее, в 1957 году, там же в Якутске была издана книга «П. Н. Черных-Якутский: указатель литературы». Существуют научные статьи, специально посвящённые его творчеству, а также тексты научно-популярного характера.